# Gnesipo
Gnesipo,  (en griego antiguo: Γνήσιππος, romanizado: Ghnésippos; siglo V a. C.) hijo de Cleómaco, fue un antiguo poeta griego de origen dórico.
Sus versos amorosos y licenciosos, según el filólogo alemán August Meineke (Fragmenta comicorum Graecorum, vol. II, pp. 7, 27-29), fueron atacados por poetas cómicos como Quiónides, Cratino y Eupolis. Siguiendo la opinión de Welcker (Die griechischen Tragödien mit Rücksicht auf den epischen Zyklus geordnet,  vol. III, pp. 1024-1029), basándose en un pasaje de Ateneo (XIV, 683 d-e), es posible que fuera también un poeta trágico. Pero la descripción de Ateneo se refiere a las odas escritas por Gnesipo y no a la totalidad de sus poemas.